# Seminari Teològic Jueu d'Amèrica
El Seminari Teològic Jueu d'Amèrica (en anglès: Jewish Theological Seminary of America) (JTS) és un seminari d'ensenyament teològic i religiós de la ciutat de Nova York, que forma part dels principals centres universitaris del moviment del judaisme conservador.
Conjuntament amb la Universitat Jueva Americana de Los Angeles, el Seminari Rabínic Llatinoamericà de Buenos Aires i l'Institut Schechter d'Estudis Jueus de Jerusalem, constitueix un dels principals seminaris rabínics del moviment. Va ser creat en 1886, i el seu nom és degut a l'antic «Seminari Teològic Jueu» (Jewish Theological Seminary) de Wrocław a Polònia que va desaparèixer.